# Ну, публіка! (оповідання)
«Ну, публіка!» (рос. Ну, публика!) — оповідання Антона Чехова, вперше опубліковане у 1885 році. В оповіданні описується робота кондуктора на залізничному транспорті.

## Історія публікації, критика
Оповідання "Ну, публіка!" Антон Чехов написав 1885 року. Вперше вийшло друком 30 листопада того ж року в 48-му номері журналу «Осколки» з підписом Антоша Чехонте. Також увійшло до збірника «Строкаті оповідання» (рос. Пестрые рассказы), СПб., 1886, у виданні Маркса.
Критик Платон Краснов писав, що в оповіданні «Ну, публіка!» Чехов зобразив «хворобливе, чисто нервове занепокоєння», яким «вирізняється сучасна людина». Він писав: «Того ж нервового типу людина кондуктор Подтягін, тривожить сонного пасажира один раз, щоб запитати квиток, другий - щоб, привівши начальника станції, довести пасажиру своє право будити його, а третій - щоб перепросити за завдані незручності».
Лев Толстой вважав це оповідання одним з найкращих у письменника.
За життя Чехова оповідання переклали болгарською, угорською, німецькою, польською, румунською, сербськохорватською, словацькою і чеською мовами.

## Сюжет
Дія оповідання відбувається у вагоні поїзда. Якось вночі обер-кондукторові Подтягіну забажалося трохи попрацювати на службі, а не отримувати платню даремно. Він пішов по вагонах, будив пасажирів перевіркою квитків. Сонні пасажири здригалися і показували йому квитки.
Попросив він квиток також у худого пасажира з вагону II класу, але пасажир міцно спав. Після того, як кондуктор розбудив пасажира, той став скаржитися на здоров'я і безсоння: «Господи, боже мій! Я хворію на ревматизм... три ночі не спав, навмисне морфій випив, щоб заснути, а ви... з квитком! Адже це безжально, нелюдяно! Якби ви знали, як мені важко заснути, то не стали б турбувати мене такою нісенітницею... Безжально, безглуздо! І нащо вам мій квиток знадобився? Нерозумно навіть!». Подтягін вирішує образитися і наполягає, щоб йому показали квиток. Однак за пасажира заступилася публіка.
Кондуктор ще двічі будив цього пасажира: коли привів начальника станції, щоб той пояснив, що кондуктор лише робить свою роботу й аби перепросити за завдані незручності. Пасажир кожного разу обурювався і приймав нові порції ліків.
Після того, як публіка дуже розхвилювалася, кондуктор пішов у службовий вагон і випив для заспокоєння півпляшки горілки одним махом, після чого забув про роботу, обов'язок і чесність.

## Переклади українською
Оповідання «Ну, публіка!» увійшло до першого тому тритомного зібрання перекладів Чехова українською мовою, що вийшло 1930 року у видавництві Книгоспілка. Перекладач — Яків Качура.